# 中國源暢
中国源畅光电能源控股有限公司，前身為華基光電能源控股有限公司（英語：China Solar Energy Holdings Limited），從光通數網控股有限公司換取上市，主要業務生產及銷售太陽能產品。在2005年收購Terra Solar股權，現時主席為仰翱。

## 外部連結
- 華基光電能源控股有限公司（页面存档备份，存于）